# 台湾扁核木
（學名：Prinsepia scandens）又名藤扁核木，同物異名南湖大山扁核木，为臺灣特有的蔷薇科扁核木属的植物，生長於海拔1,500米至3,000米的山區，多生于灌丛中，目前尚未由人工引种栽培。